# Schloßberg und Burgholz bei Freyburg
Schloßberg und Burgholz bei Freyburg bezeichnet ein FFH-Gebiet in der Stadt Freyburg (Unstrut) im Burgenlandkreis in Sachsen-Anhalt.

## Allgemeines
Das FFH-Gebiet ist circa 40 Hektar groß. Es überlagert sich teilweise mit dem Landschaftsschutzgebiet „Unstrut-Triasland“. Das FFH-Gebiet ist durch die Landesverordnung zur Unterschutzstellung der Natura 2000-Gebiete im Land Sachsen-Anhalt (N2000-LVO LSA) seit dem 21. Dezember 2018 rechtlich gesichert. Zuständige untere Naturschutzbehörde ist der Burgenlandkreis.

## Beschreibung
Das aus zwei Teilflächen bestehende FFH-Gebiet liegt östlich von Freyburg (Unstrut) im Naturpark Saale-Unstrut-Triasland. Es umfasst den nördlichen Teil des auf einer Hochfläche der Querfurter Platte stockenden Burgholzes einschließlich zweier von Bäumen gesäumten Alleen und die Oberhänge von Schloss- und Haineberg, die steil zur Unstrut abfallen. Die Wälder sind überwiegend als Eichen-Hainbuchenwald ausgebildet. In der Baumschicht stocken Traubeneiche, Hainbuche, Winterlinde, Rotbuche, Berg- und Feldahorn und selten auch Elsbeere. In der Strauchschicht wachsen unter anderem Eingriffeliger und Zweigriffeliger Weißdorn, Gewöhnlicher Spindelstrauch und Stachelbeere. In der Krautschicht sind Buschwindröschen, Gelbes Windröschen, Maiglöckchen, Vielblütige Weißwurz, Gefleckter Aronstab, Haselwurz, Märzenbecher, Geflecktes Lungenkraut, Sanikel, Waldveilchen, Große Sternmiere, Goldnessel, Waldmeister, Waldlabkraut und Waldbingelkraut zu finden.
In einem tief eingeschnittenen Tälchen südlich des Schlosses Neuenburg ist ein Schlucht- und Hangmischwald mit Gemeiner Esche, Spitz-, Feld- und Bergahorn, Winter- und Sommerlinde und Bergulme ausgebildet. Die Strauchschicht wird von Hasel, Rotem Hartriegel, Kornelkirsche, Liguster, Wolligem Schneeball, Roter Heckenkirsche, Gewöhnlichem Spindelstrauch und Berberitze gebildet. In der Krautschicht siedeln unter anderem Knoblauchsrauke, Klettenlabkraut, Ruprechtskraut, Waldzwenke, Waldknäuelgras und Waldbingelkraut.
Auf den steilen Muschelkalkhängen sind teilweise stark verbuschte Trockenrasen ausgebildet. Hier siedeln Gewöhnliches Blaugras, Erdsegge, Rispige Graslilie, Graues und Gemeines Sonnenröschen, Hufeisenklee, Wimperperlgras, Frühlings-, Rötliches und Sandfingerkraut, Graue und Gelbe Skabiose, Ungarische Wiesenschafgarbe, Pfriemengras, Pferdesesel, Echter und Berggamander, Kleine Wiesenraute und Frühblühender und Breitblättriger Thymian.
Das Gebiet beherbergt Vorkommen von Eremit und Hirschkäfer und ist Lebensraum verschiedener Fledermäuse, darunter Bechsteinfledermaus, Großes Mausohr, Kleine Hufeisennase und Mopsfledermaus. Die Trockenrasen sind Lebensraum der Zauneidechse.
Im Burgholz befindet sich ein Friedwald.